# 爆笑ヤングポップス
『爆笑ヤングポップス』（ばくしょうヤングポップス）は、1968年10月6日から1969年3月30日まで日本テレビ系列局で放送されていた日本テレビ製作の音楽バラエティ番組である。放送時間は毎週日曜 12:15 - 12:45 （日本標準時）。提供は民主音楽協会（民音、創価学会の外郭団体）。

## 概要
毎回人気グループ・サウンズをゲストに迎えていた番組で、お笑いの要素を含んだ内容で放送。ザ・テンプターズとドンキー・カルテットと江美早苗がレギュラーを務めていた。